# 1944 у хокеї з шайбою
Нижче наведені хокейні події 1944 року у всьому світі.

## НХЛ
Шість клубів брали участь у регулярному чемпіонаті НХЛ 1943/44.
У фіналі кубка Стенлі «Монреаль Канадієнс» переміг «Чикаго Блекгокс».
|  | Півфінали            | Півфінали         |   |  | Фінал                | Фінал |  |
|  |                      |                   |   |  |                      |       |  |
|  |                      |                   |   |  |                      |       |  |
|  | «Монреаль Канадієнс» | 4                 |   |  |                      |       |  |
|  | «Торонто Мейпл-Ліфс» | 1                 |   |  |                      |       |  |
|  |                      |                   |   |  |                      |       |  |
|  |                      |                   |   |  |                      |       |  |
|  |                      |                   |   |  | «Монреаль Канадієнс» | 4     |  |
|  |                      | «Чикаго Блекгокс» | 0 |  |                      |       |  |
|  |                      |                   |   |  |                      |       |  |
|  |                      |                   |   |  |                      |       |  |
|  |                      |                   |   |  |                      |       |  |
|  |                      |                   |   |  |                      |       |  |
|  | «Детройт Ред-Вінгс»  | 1                 |   |  |                      |       |  |
|  | «Чикаго Блекгокс»    | 4                 |   |  |                      |       |  |

## Національні чемпіони
- Богемія та Моравія:  ЛТЦ (Прага)

- Німеччина: «СК Берлін» та «Бранденбург» (Берлін)
- Румунія: «Венус» (Бухарест)
- Словаччина: ОАП (Братислава)
- Угорщина: БКЕ (Будапешт)
- Франція: «Шамоні» (Шамоні-Мон-Блан)
- Швейцарія: «Давос»
- Швеція: «Седертельє»

## Переможці міжнародних турнірів
- Кубок Шпенглера: «Цюрих» (Швейцарія)

## Народились
- 14 березня — Вацлав Недоманський, чехословацький хокеїст. Чемпіон світу. Член зали слави ІІХФ.
- 18 березня — Їржі Голечек, чехословацький хокеїст. Чемпіон світу. Член зали слави ІІХФ.
- 2 квітня — Франтішек Поспішил, чехословацький хокеїст та тренер. Чемпіон світу. Член зали слави ІІХФ.
- 9 липня — Їржі Голик, чехословацький хокеїст. Чемпіон світу. Член зали слави ІІХФ.
- 10 жовтня — Ян Сухий, чехословацький хокеїст. Член зали слави ІІХФ.